# Lestes vigilax
Lestes vigilax là loài chuồn chuồn trong họ Lestidae. Loài này được Hagen in Selys mô tả khoa học đầu tiên năm 1862.

## Hình ảnh

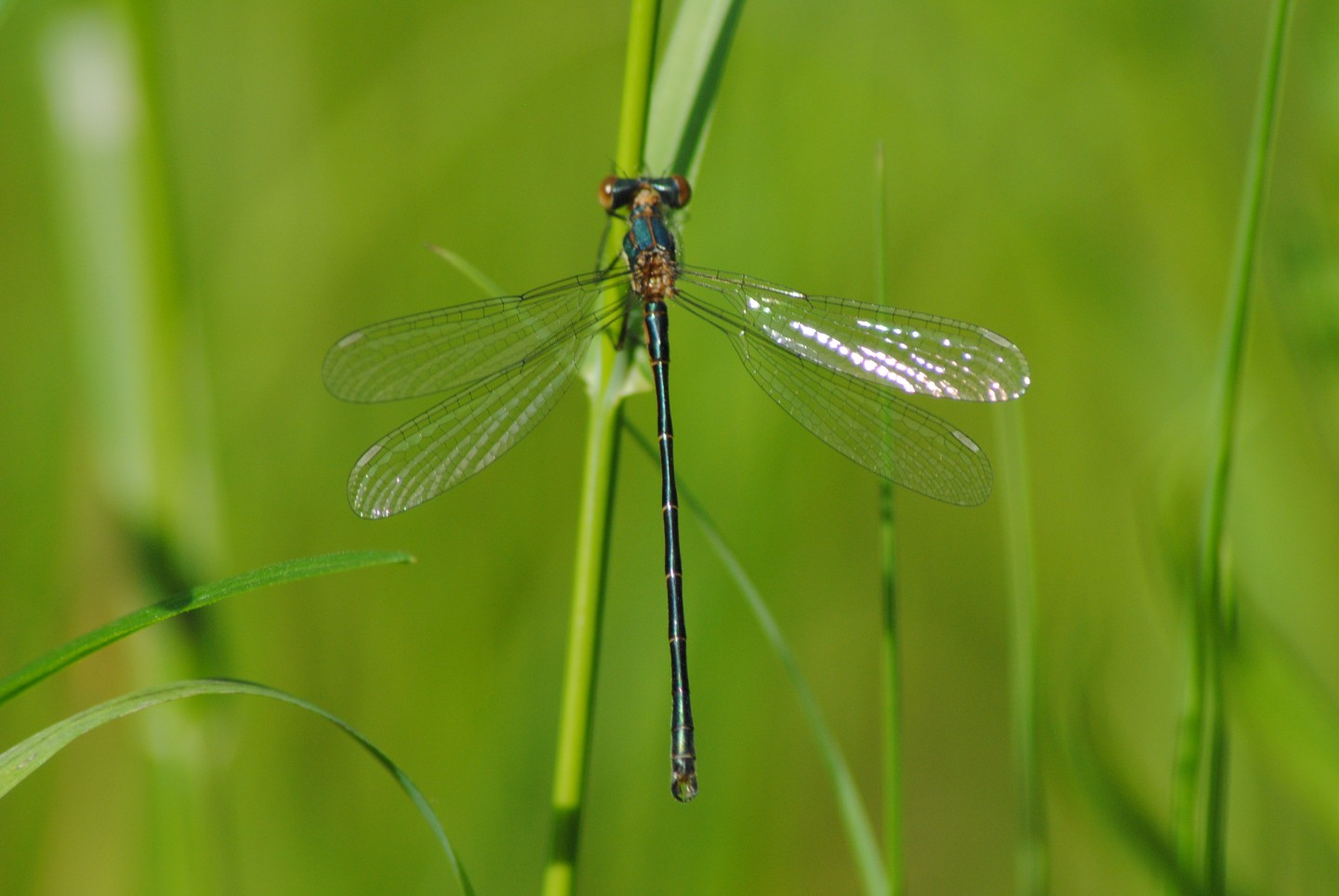